# Rocky & Hudson: Os Caubóis Gays
Rocky & Hudson: Os Caubóis Gays é um filme de animação brasileiro de 1994, dirigido por Otto Guerra. O roteiro e a direção de arte são de Adão Iturrusgarai, criador da dupla de personagens que inicialmente apareceu em tiras de quadrinhos em 1987. A música é de Frank Jorge. O filme inclui um trecho de "O dia em que Dorival encarou a guarda", com atores.
Em 2019, a produtora Otto Desenhos Animados (de Otto Guerra) finalizou uma série animada homônima para o Canal Brasil, com os atores Matheus Nachtergaele (Rocky) e Paulo Tiefenthaler (Hudson) dublando os protagonistas. A primeira temporada, com 13 episódios, foi exibida entre 10 de agosto e 2 de novembro de 2020.

## Dublagem (Cinevídeo)
- Marco Ribeiro...Rocky
- Garcia Júnior...Hudson
- Mauro Ramos...Dr. Brain / Silverado
- Sheila Dorfman...Beti
- Mário Jorge...Omar Xerife / Baskerville

## Sinopse
O filme se divide em dois segmentos principais:

### A pistola automática do Dr. Brain
O arqui-inimigo da dupla Rocky e Hudson, o cientista louco Dr. Brain, usa sua mais nova invenção que chama de "pistola automática", um revólver controlado a distância por controle remoto, para assaltar bancos e depois atacar seus inimigos.

### Pé na Estrada
Rocky recebe uma carta de sua Vó Beti, a pessoa que o criou, e resolve visitá-la. Ao chegar lá, ele e seus companheiros, Hudson e o cavalo Silverado, ficam sabendo que a mulher comprou um bar e se tornou punk e quer que o trio a acompanhe em busca de um totem sagrado inca. Mas logo ela muda de ideia e resolve viajar com eles "sem destino".

## Tira de Quadrinhos
- Adão Iturrusgarai criou a dupla homossexual Rocky e Hudson para ironizar o "machismo gaucho" mas por achar que seria um tema muito regional, os transformou em caubóis gays.[2] A primeira publicação foi na revista gaúcha "Dun-Dun". O nome é uma alusão ao ator Rock Hudson, famoso por papéis em filmes de faroeste e que assumiu a homossexualidade.[6] Na época do lançamento da animação eram publicados na revista "Big Bang Bang" da Circo Editorial e na revista gay "Sui Generis".[2]

## Festivais
- O filme participou do Festival de Gramado e ganhou prêmios de melhor filme do júri popular no 18º Guarnicê Filme e Vídeo, no Maranhão, e de melhor filme no 2º Festival Nacional de Desenho Animado. Foi selecionado para o Festival de Havana de 1995.[2]